# Eparquía de San Basilio el Grande en Bucarest
La eparquía de San Basilio el Grande en Bucarest (en latín: Eparchia Sancti Basilii Magni Bucarestiensis Romenorum y en rumano: Eparhia de Sfântul Vasile cel Mare de Bucureşti) es una circunscripción eclesiástica de la Iglesia católica en Rumania. Se trata de una eparquía greco-católica rumana, sufragánea de la archieparquía de Făgăraș y Alba Iulia. Desde el 29 de mayo de 2014 su eparca es Mihai Cătălin Frățilă.
En el Anuario Pontificio la Santa Sede usa el nombre en italiano: San Basilio Magno di Bucarest dei Romeni.

## Territorio y organización
La eparquía extiende su jurisdicción sobre los fieles católicos de rito bizantino rumano residentes en los condados de la histórica provincia rumana de Valaquia: Dobruja Septentrional, Muntenia y Oltenia. Estos territorios corresponden a la ciudad de Bucarest y a los distritos de Dolj, Gorj, Brăila, Călărași, Argeș, Buzău, Dâmbovița, Giurgiu, Ialomița, Ilfov, Vâlcea, Olt, Prahova, Teleorman, Constanța, Tulcea, la parte sur de Vrancea y la mayor parte de Mehedinți.
La sede de la eparquía se encuentra en la ciudad de Bucarest, en donde se halla la Catedral de San Basilio el Grande (Catedrala Greco-Catolică Sf. Vasile cel Mare). 
En 2020 en la eparquía existían 15 parroquias:
- Parohia Sfântul Vasile cel Mare, en Bucarest
- Parohia Adormirea Maici Domnului, en Bucarest
- Parohia Înălţarea Sfintei Cruci, en Bucarest
- Parohia Sfânta Ana, en Bucarest
- Parohia Fericita Tereza de Calcutta, en Bucarest
- Parohia Nasterea Maicii Domnului, en Bucarest
- Parohia Nașterea Maicii Domnului, en Brăila
- Parohia Sfântul Gheorghe, en Brezoi
- Parohia Sfinţii Petru şi Pavel, en Câmpina
- Parohia Buna Vestire en Craiova
- Parohia Adormirea Maicii Domnului, en Pesceana
- Parohia Sfinţii Petru şi Pavel, en Ploiești
- Parohia Adormirea Maicii Domnului, en Râmnicu Vâlcea
- Parohia Schimbarea la Faţă, en Slatina
- Filia Schimbarea la Faţă, en Bucarest[2]

## Historia
La presencia de una comunidad greco-católica rumana en Bucarest se atestigua desde principios del siglo XIX. El establecimiento de la parroquia de San Basilio Magno, la futura catedral de la eparquía, se remonta a 1829.
En 1940 fue creado el vicariato greco-católico de Bucarest con jurisdicción sobre todo el antiguo Reino de Rumania, dependiente de la archieparquía de Făgăraș y Alba Iulia, con su propio obispo residente, auxiliar de la misma archieparquía. El primer prelado fue el obispo Vasile Aftenie, arrestado por la policía comunista el 28 de octubre de 1948 y muerto en prisión en 1950. Debido al establecimiento del régimen comunista y la persecución contra la Iglesia greco-católica rumana, ya no fue posible nombrar un vicario hasta el 4 de mayo de 2008, cuando el vicariato fue restablecido como parte de la archieparquía de Făgăraș y Alba Iulia, dirigido por el obispo auxiliar Mihai Frăţilă. En 1948 la iglesia de San Basilio el Grande en Bucarest pasó a ser una parroquia ortodoxa.
El 2 de junio de 2005, en una reunión con el primer ministro Calin Popescu-Tariceanu, el patriarca de la Iglesia ortodoxa rumana, Teoctist Arăpașu reafirmó su intención de regresar la iglesia de San Basilio el Grande a su legítimo propietario católico. Pero la promesa no se puso en práctica de inmediato, por lo que la recuperación continuó en los tribunales y fue recuperada después de 14 años de disputas. El 28 de diciembre de 2006 la iglesia de San Basilio el Grande en Bucarest volvió a manos de la Iglesia greco-católica, pero a un sacerdote ortodoxo rumano se le permitió utilizar la rectoría hasta febrero de 2007.  
La eparquía fue erigida por el cardenal Lucian Mureșan, arzobispo mayor de la Iglesia greco-católica rumana, después de consultar a la Santa Sede el 29 de mayo de 2014, cubriendo parcialmente el territorio del vicariato anterior, retirado de la jurisdicción del archieparca de Făgăraș y Alba Iulia.
El 2 de junio de 2019 el papa Francisco beatificó a siete obispos mártires greco-católicos torturados bajo el régimen comunista rumano, entre ellos al obispo vicario de Bucarest Vasile Aftenie.

## Estadísticas
Según el Anuario Pontificio 2021 la eparquía tenía a fines de 2020 un total de 9000 fieles bautizados.
| Año                                                                             | Población            | Población | Población      | Sacerdotes | Sacerdotes    | Sacerdotes    | Bautizados por sacerdote | Diáconos permanentes | Religiosos | Religiosos | Parroquias |
| Año                                                                             | Bautizados católicos | Total     | % de católicos | Total      | Clero secular | Clero regular | Bautizados por sacerdote | Diáconos permanentes | Varones    | Mujeres    | Parroquias |
| ------------------------------------------------------------------------------- | -------------------- | --------- | -------------- | ---------- | ------------- | ------------- | ------------------------ | -------------------- | ---------- | ---------- | ---------- |
| 2017                                                                            | 10 000               |           |                | 16         | 14            | 2             | 625                      |                      | 2          | 20         | 14         |
| 2020                                                                            | 9000                 |           |                | 17         | 15            | 2             | 529                      |                      | 2          | 22         | 15         |
| Fuente: Catholic-Hierarchy, que a su vez toma los datos del Anuario Pontificio. |                      |           |                |            |               |               |                          |                      |            |            |            |

## Episcopologio
- Mihai Cătălin Frățilă, desde el 29 de mayo de 2014